# Idiomela
Idiomela – kontakia skomponowane na podstawie kilku hirmosów.